# Армения (римская провинция)
Римская Армения — провинция Римской империи, расположенная на территории Малой Азии, по большей части в современной Турции и Армении, но также и в Ираке, Иране, Грузии, Азербайджане.
Первые части земель, вошедшие впоследствии в состав провинции, отошли к Риму в результате поражения понтийского царя Митридата Евпатора от сил римского полководца Помпея (66 год до н. э.). Не сумев продолжать вести войну на два фронта, оставшись без союзников, армянский царь Тигран был побеждён римско-парфянским союзом и лишился всех завоеваний, кроме собственно Великой Армении и части земель, захваченных у Парфии.
После завоевания Малой Азии Римом границы провинции неоднократно менялись, являясь буферной территорией между Парфией и Римом, а позднее, в III—IV вв. н. э., между Римом и сасанидским Ираном. На короткий период 114—117 годов она являлась самой северо-восточной провинцией Римской империи.